# Олександр Макендрик
Олександр Маке́ндрик (англ. Alexander Mackendrick; 8 вересня 1912, Бостон, Массачусетс, США — 22 грудня 1993, Лос-Анджелес, Каліфорнія, США) — американський кінорежисер та сценарист шотландського походження.

## Біографія
Олександр Макендрик був єдиною дитиною в сім'ї Френсіса, інженера і суднобудівника, і Марти Макендрик, що емігрували до США з Глазго в 1911 році. Коли Александеру було шість років, його батько помер від грипу. Через рік мати, що вирішила стати художницею по костюмах, передала Александера на виховання дідові, який відвіз його в Шотландію.
У 1919—1926 Макндрик навчався в Гіллгедській школі, потім три роки — у Школі мистецтв Глазго. На початку 1930-х переїхав до Лондона, де працював художником в рекламній фірмі «J. Walter Thompson». У 1926—1938 написав сценарії для п'яти рекламних роликів. Пізніше визнавав, що досвід роботи в рекламному бізнесі виявився неоціненним, попри його неприйняття самої галузі. У 1937 році спільно з двоюрідним братом, письменником Роджером Макдугаллом, написав перший кіносценарій «Північна загроза» (англ. Midnight Menace, реж. Сінклер Гілл).
Під час Другої світової війни Макендрика найняло міністерств інформації для знімання пропагандистських фільмів. У 1942, працюючи у Відділі психологічної війни, їздив в Алжир та Італію. Знімав новини, документалістику, робив листівки, повідомлення для радіо.
Після війни разом з Макдугаллом заснував компанію Merlin Productions, де знімав документалістику для Міністерства інформації. 1946 року почав співпрацювати з Ealing Studios, де за дев'ять років поставив три найвідоміші фільми, знятих на студії, - «Віскі вдосталь» (1949), «Людина в білому костюмі» (1951) і «Убивці леді» (1955).
У 1955 році, коли Ealing Studios була продана, Олександр Макендрик переїхав до Голлівуду, де почав працювати з компанією Hill-Hecht-Lancaster Productions (HHL). Фільм «Солодкий запах успіху» мав успіх, але стосунки з продюсерами, що вважаюли Макендрика перфекціоністом, не складалися. У 1959 режисер поїхав до Англії для роботи над другим фільмом для HHL, «Учень диявола», але був звільнений через місяць після початку знімання.
У 1960-х роках Макендрик знімав рекламу для телебачення, поставив ще декілька фільмів. У 1969 повернувся у США, де був обраний деканом кіношколи в Каліфорнійському інституті мистецтв. У 1978 залишив деканство і перейшов на викладацьку роботу.
У 1999 році одразу три фільми Олександра Макендрика — «Убивці леді», «Віскі вдосталь» та «Людина в білому костюмі», — були включені до рейтингу 100 найкращих британських фільмів за 100 років за версією Британського кіноінституту, зайнявши 13-ту, 24-ту та 58-му позиції відповідно.

## Фільмографія
| Рік     |     | Назва українською                                                                             | Оригінальна назва                                                    | Режисер | Сценарист |
| ------- | --- | --------------------------------------------------------------------------------------------- | -------------------------------------------------------------------- | ------- | --------- |
| 1937    |     | Північна загроза                                                                              | Midnight Menace                                                      |         | Так       |
| 1948    |     | Сарабанда для мертвих закоханих                                                               | Saraband for Dead Lovers                                             |         | Так       |
| 1949    |     | Віскі удосталь                                                                                | Whisky Galore!                                                       | Так     |           |
| 1950    |     | Синя лампа                                                                                    | The Blue Lamp                                                        |         | [ 2 ]     |
| 1950    |     | Танцзал                                                                                       | Dance Hall                                                           |         | Так       |
| 1951    |     | Людина в білому костюмі                                                                       | The Man in the White Suit                                            | Так     | Так       |
| 1952    |     | Менді                                                                                         | Mandy                                                                | Так     |           |
| 1954    |     | Меггі                                                                                         | The «Maggie»                                                         | Так     |           |
| 1955    |     | Убивці леді                                                                                   | The Ladykillers                                                      | Так     |           |
| 1957    |     | Солодкий запах успіху                                                                         | Sweet Smell of Success                                               | Так     | Так       |
| 1959    |     | Учень диявола                                                                                 | The Devil's Disciple                                                 | Так     |           |
| 1961-65 | т/с | Захисники                                                                                     | The Defenders                                                        | Так     |           |
| 1963    |     | Семмі вирушає на південь                                                                      | Sammy Going South                                                    | Так     |           |
| 1965    |     | Ураган над Ямайкою                                                                            | A High Wind in Jamaica                                               | Так     |           |
| 1967    |     | Тату, тату, бідний тату, ти не вилізеш із шафи, ти повішений нашою мамою між сукнею й піжамою | Oh Dad, Poor Dad, Mamma's Hung You in the Closet and I'm Feelin' So… | Так     |           |
| 1967    |     | Не жени хвилю                                                                                 | Don't Make Waves                                                     | Так     |           |

## Визнання
| Рік                                    | Категорія             | Фільм                    | Результат |
| -------------------------------------- | --------------------- | ------------------------ | --------- |
| Венеційський міжнародний кінофестиваль |                       |                          |           |
| 1952                                   | Золотий лев           | Менді                    | Номінація |
| 1952                                   | Спеціальний приз журі | Менді                    | Перемога  |
| Премія Оскар                           |                       |                          |           |
| 1953                                   | Найкращий сценарій    | Людина в білому костюмі  | Номінація |
| Московський міжнародний кінофестиваль  |                       |                          |           |
| 1963                                   | Гран-прі              | Семмі вирушає на південь | Номінація |
| Кінофестиваль в Теллуріді, США         |                       |                          |           |
| 1900                                   | Срібна медаль         | Срібна медаль            | Перемога  |